# Ahmad Dżawan
Ahmad Masud Mohammadneżad Dżawan (pers. احمد محمدنژاد جوان; ur. 20 listopada 2003) – irański zapaśnik walczący w stylu wolnym. 
Brązowy medalista mistrzostw Azji w 2025. Srebrny medalista wojskowych MŚ w 2021. 
Trzeci na MŚ U-23 w 2021 i juniorów w 2022 roku. 